# 안동 귀래정
귀래정(歸來亭)은 경상북도 안동시 정상동에 있는 건축물이다. 1985년 8월 5일 경상북도의 문화재자료 제17호로 지정되었다.

## 개요
귀래정은 이굉(1414∼1516)이 조선 중종 8년(1513) 벼슬에서 물러나 안동으로 온 후 지은 정자이다. 도연명의 ‘귀거래사’라는 글의 뜻과 너무나 닮아 그것으로 정자의 이름을 삼았다고 한다.
이굉은 25세 때 과거에 합격하여 여러 벼슬을 지내다가 권력 다툼에 걸려들어 귀양을 가기도 하였다.
귀래정은 앞면 2칸·뒷면 4칸 규모의 T자형 건물로, 지붕은 옆에서 볼 때 여덟 팔(八)자 모양인 팔작지붕이다. 마루 주위를 제외한 다른 곳의 기둥은 각이 있고 창문에 쐐기 기둥이 남아 있는 것이 특징이다.
이곳에는 이현보·이우·이식·윤훤 등 30여명의 시를 보존하고 있다.

## 참고 자료
- 귀래정 - 국가유산청 국가유산포털